# 萊阿格瑙山

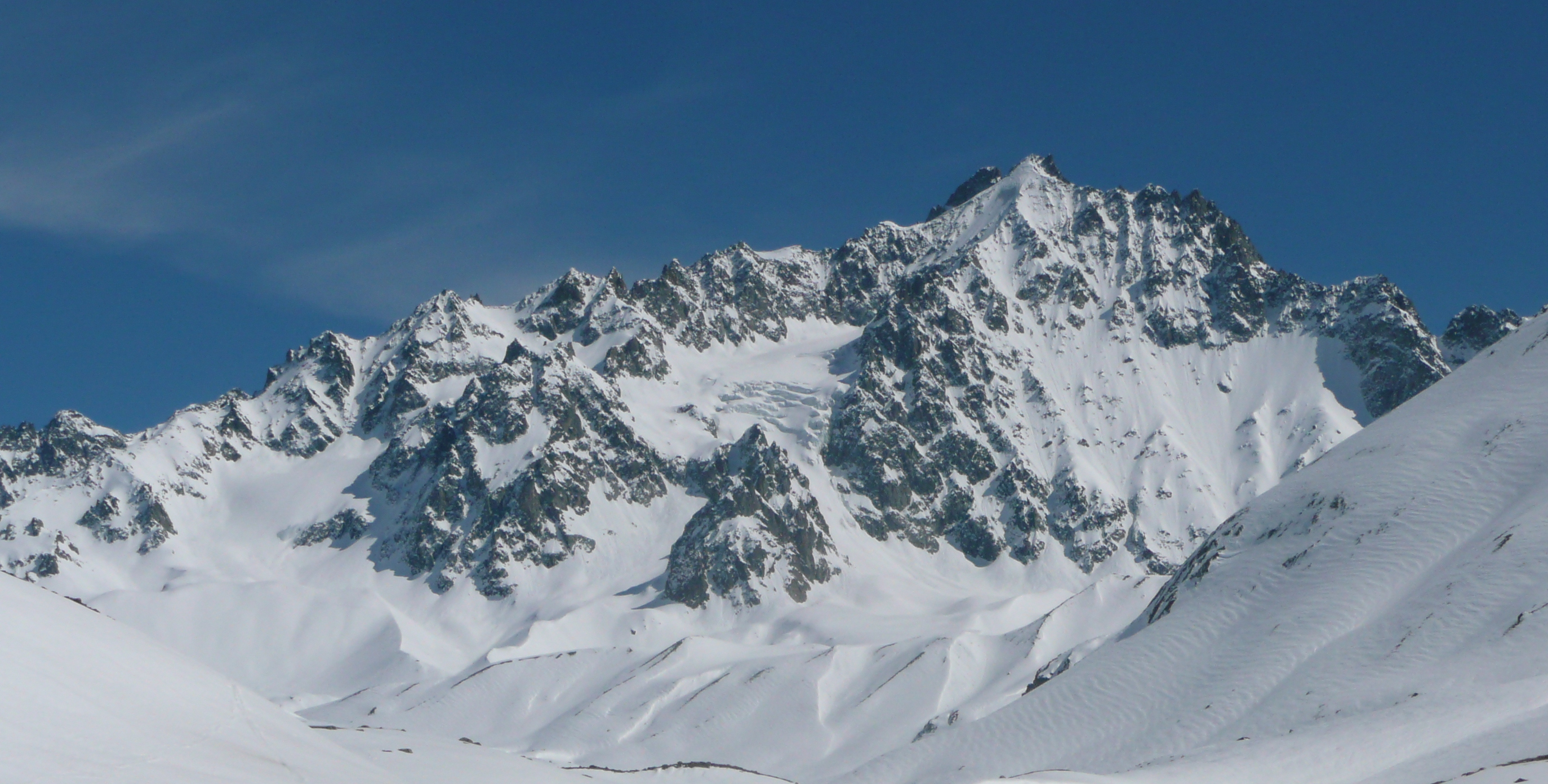

44°57′01″N 6°25′47″E / 44.95028°N 6.42972°E
萊阿格瑙山（法語：Montagne des Agneaux），是法國的山峰，位於該國東南部，由普羅旺斯-阿爾卑斯-蔚藍海岸大區負責管轄，海拔高度3,664米，人類在1873年7月17日首次登上該山峰。